# Räddningsstation Lomma
Räddningsstation Lomma är en av Sjöräddningssällskapets räddningsstationer.
Sjöräddningssällskapets räddningsstation i Lomma är en av fem stationer i Öresund. Den ligger i Lommaåns mynning i Lomma. Den har närmast Räddningsstation Barsebäckshamn i norr och Räddningsstation Falsterbokanalen i söder.  Stationen grundades 2000 och har ett 20-tal frivilliga sjöräddare. 

## Räddningsfarkoster
- Rescue Casque av Hallberg-Rassyklass, byggd 2021
- Rescue Famous av Gunnel Larssonklass, byggd 2013
- Rescuerunner Patrik Dahl, tillverkad 2021

## Tidigare räddningsfarkoster
- Rescue Birgit Engellau av Eskortenklass
- 90-129 Rescue Birgit, Storebro Stridsbåt 90 E
- Rescue Bengt Järlebring av Postkodlotterietklass, senare Räddningsstation Mönsterås